# Pfarrhaus (Irsee)

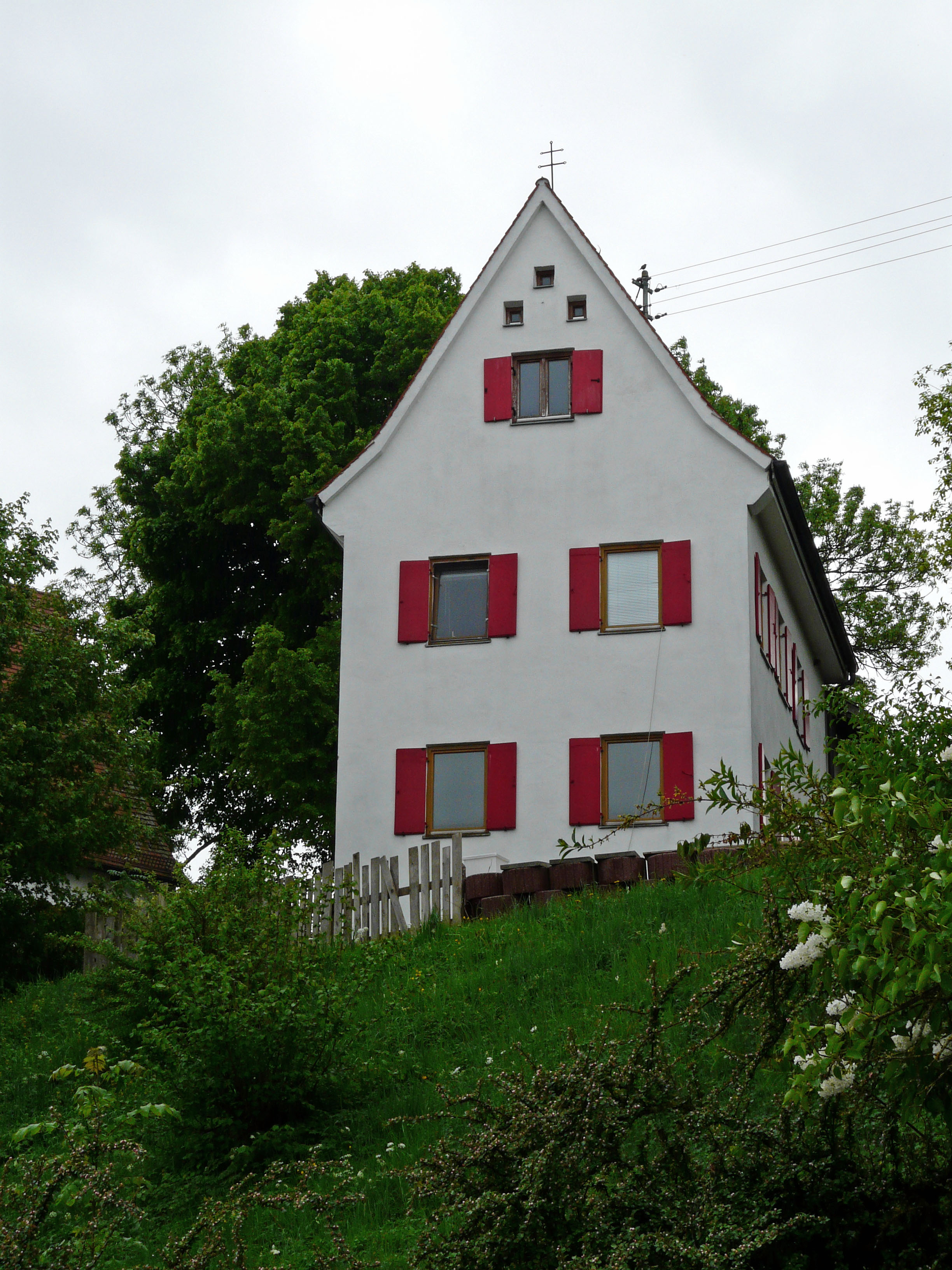
Ehemaliges Pfarrhaus in Irsee

Das Pfarrhaus in Irsee, einer Marktgemeinde im Landkreis Ostallgäu im bayerischen Regierungsbezirk Schwaben, wurde wohl im 17. Jahrhundert errichtet. Das ehemalige Pfarrhaus an der Kellergasse 6, östlich der ehemaligen katholischen Pfarrkirche St. Stephan, ist ein geschütztes Baudenkmal.
Das zweigeschossige Gebäude mit Satteldach besitzt zwei zu drei Fensterachsen.